# Salvia nilotica
Salvia nilotica es una especie de arbusto perteneciente a la familia de las lamiáceas. Es originaria del África oriental donde se encuentra en zonas alpinas desde Eritrea hasta Zimbabue, a una altitud de 900-3600 metros. 

## Descripción
Tiene muchos rizomas y tallos rastreros alcanzando un tamaño de 60-90 cm de altura. Las flores son pequeñas, dispuestas en verticilos de 6-8, y van desde el color púrpura al rosa o blanco.

## Taxonomía
Salvia nilotica fue descrita por Juss. ex Jacq. y publicado en Hortus Botanicus Vindobonensis 3: 48, t. 92. 1776.
Etimología
Ver: Salvia
nilotica: epíteto geográfico que alude a su localización en la región del Nilo.
Sinonimia
- Horminum niloticum (Juss. ex Jacq.) Moench
- Salvia abyssinica L.f.
- Salvia abyssinica Jacq.
- Salvia applanata Willd.
- Salvia hochstetteri Baker
- Salvia intermedia Schult.
- Salvia macrorrhiza Chiov.
- Salvia parviflora Salisb.
- Salvia pungens Hochst. ex Benth.
- Salvia spinosa Moench[3][4]